# Levý blok (koalice)
Levý blok byla československá předvolební koalice, kterou před volbami v roce 1992 v Česku utvořily Komunistická strana Čech a Moravy a Demokratická levice ČSFR. Sdružovala i další levicové skupiny a politické formace. Zanikla po roce 1994 rozkladem koalice a jejího poslaneckého klubu na samostatné komunistické, postkomunistické a levicové strany.

## Dějiny
Levý blok vznikl před volbami v roce 1992. Jeho řídícím orgánem byla Rada Levého bloku. Koalici tvořila Komunistická strana Čech a Moravy coby nástupkyně Komunistické strany Československa v českých zemích a Demokratická levice ČSFR (levicová formace ustavená v Brně v roce 1990 pod názvem Demokratická levice). Do Levého bloku přistoupila také další menší uskupení Mladá levice, Demokratická strana práce, Demokratický svaz Romů, Levicové kluby žen, Politická strana žen a matek Československa, Levá alternativa, České národní hnutí za mír a lidská práva, Hnutí angažovaných Romů, Hnutí za spravedlivou společnost a lásku k bližním a Shromáždění politických stran, hnutí a sdružení – sociální levicové orientace. Prvním předsedou Levého bloku byl Ivan Sviták.
Koalice se účastnila voleb do ČNR, voleb do Sněmovny lidu a voleb do Sněmovny národů Federálního shromáždění. V ČNR obdržela 14,05 % hlasů, ve Sněmovně lidu 14,27 % a Sněmovně národů 14,48 %. S 35 mandáty se Levý blok stal nejsilnější levicovou politickou silou v českých zemích.
V září 1992 bylo fungování Levého bloku nově vymezeno podpisem Dohody o součinnosti v Levém bloku. Kromě KSČM a Demokratické levice ČSFR k dohodě přistoupilo i České národní hnutí za mír a lidská práva, Hnutí za spravedlivou společnost a lásku k bližním, Hnutí 90, Demokratická strana Československa a Levicová romská organizace. Další levicové skupiny získaly status pozorovatele. V následujících letech ale Levý blok procházel rozkladem. Od KSČM se odtrhla samostatná politická strana Levý blok, nezávisle postupovala i Strana demokratické levice coby nástupce Demokratické levice ČSFR a Rada Levého bloku zanikla oficiálně k 31. květnu 1994. Po zbytek volebního období českého parlamentu v něm působily tři nástupnické politické kluby bývalého Levého bloku.

## Volební výsledky
- Volby do České národní rady 1992 – 14,05 % hlasů, 35 mandátů
- Volby do Sněmovny lidu Federálního shromáždění 1992 – 14,27 % hlasů, 19 mandátů
- Volby do Sněmovny národů Federálního shromáždění 1992 – 14,48 % hlasů, 15 mandátů